# Ani Lorak
Ani Lorak (Oekraïens: Ані Лорак), geboren als: Karolina Myroslavivna Koejek (Oekraïens: Кароліна Мирославівна Куєк) (Kitsman, Oblast Tsjernivtsi, 27 september 1978) is een Oekraïense zangeres. Daarnaast is ze actrice, televisiepresentatrice, dichter en kinderboekenschrijfster.

## Biografie
Karolina wist al van jongs af aan dat ze wilde zingen. Op veertienjarige leeftijd won ze een talentenwedstrijd en kreeg ze haar eerste platencontract. Haar artiestennaam Ani Lorak kwam er in 1995 toen ze in Moskou deelnam aan het televisieprogramma Morning Star, omdat er een andere zangeres was met dezelfde achternaam. De naam Ani Lorak is een palindroom van haar voornaam Karolina. 
Ze verhuisde naar Kiev en werd populair. In 1996 won ze de Big Apple Music 1996 Competition in New York en werd later dat jaar uitgeroepen tot Ontdekking van het jaar op het populaire Oekraïense festival Tavria Games.

### Eurovisiesongfestival
In 2005 deed ze een gooi naar een ticket voor het Eurovisiesongfestival dat plaatsvond in Kiev. De Oekraïense televisie maakte er een heel lange preselectie van en hield 15 voorrondes. Ani kwam als een van de winnaars uit de bus en was topfavoriete voor de eindzege, maar dan kreeg de groep GreenJolly een wildcard voor de finale en door hun populariteit bij de Oranjerevolutie won de groep het nipt van Lorak.
In 2008 werd ze rechtstreeks aangewezen om haar land te vertegenwoordigen. In de nationale finale mocht ze vijf liedjes voorstellen. Shady Lady werd de uiteindelijke winnaar. Hiermee werd ze tweede op het Eurovisiesongfestival 2008. Met het nummer wilde Lorak haar visie op aids, en de preventie ervan, verspreiden. Ook maakte ze daarover een documentaire "You Don’t Get Aids Through Friendship" waarin ze mensen bewust wil laten worden van de discriminatie van aidspatiënten.
In 2009 werd ze gevraagd om het van het Junior Eurovisiesongfestival te presenteren en hierbij was ze ook interval act.

## Albums
- 1996 — Хочу летать
- 1998 — Я вернусь
- 2000 — www.anilorak.com.
- 2001 — Там, де ти є
- 2003 — REMIX Мрій про мене
- 2004 — Ані Лорак
- 2005 — Smile
- 2006 — Розкажи
- 2007 — 15
- 2008 — Shady Lady
- 2009 — Солнце
- 2013 — Зажигай сердце